# Чиао, Лерой
Леро́й Ра́ссел Чиа́о (англ. Leroy Russel Chiao; род. 28 августа 1960, Милуоки, Висконсин) — американский астронавт-исследователь НАСА. Совершил 4 космических полёта общей продолжительностью 229 суток 8 часов 44 минуты 40 секунд. Участвовал в шести выходах в открытый космос (общей продолжительностью 36 часов 19 минут).

## Биография
Лерой Чиао родился в семье китайских иммигрантов с Тайваня 28 августа 1960 года в Милуоки, штат Висконсин, хотя сам считает своим родным городом Данвилл в Калифорнии. После окончания школы в 1978 году, Лерой поступил в Калифорнийский университет в Беркли, который закончил в 1983 году, получив степень бакалавра химического машиностроения. В том же 1983 году Лерой Чиао получил степень магистра (тоже по химическому машиностроению) в Калифорнийском университете в Санта-Барбаре. Там же в 1987 году он получил степень доктора наук.
C 1987 по 1989 годы Лерой Чиао работал в компании Hexcel Corporation в Даблине (Калифорния). Затем до 1990 года работал в Национальной лаборатории Лоуренса Ливермора (Ливермор, Калифорния).
После ухода из отряда астронавтов (октябрь 2005 года) Лерой Чиао с 1 ноября 2005 года работал в компании Sachi Koto Communications, Inc. Затем занял пост вице-президента компании Excalibur Almaz, специализирующейся на космических исследованиях и туризме.

## Космическая подготовка
В начале 1990 года Лерой Чиао был зачислен в отряд астронавтов НАСА в составе 13-го набора в качестве специалиста полёта. Прошёл полный курс ОКП и в июле 1991 года получил квалификацию специалиста полета и назначение в отдел астронавтов НАСА.
Некоторое время Лерой работал в Лаборатории интеграции авионики шаттла (SAIL) при Космическом центре имени Джонсона в Хьюстоне, где занимался верификацией программного обеспечения компьютеров.
Там же Лерой получил квалификацию командира и научного офицера орбитальной станции. Работал начальником отделения Внекорабельной деятельности (ВКД) (англ. EVA Branch).

## Первый полёт

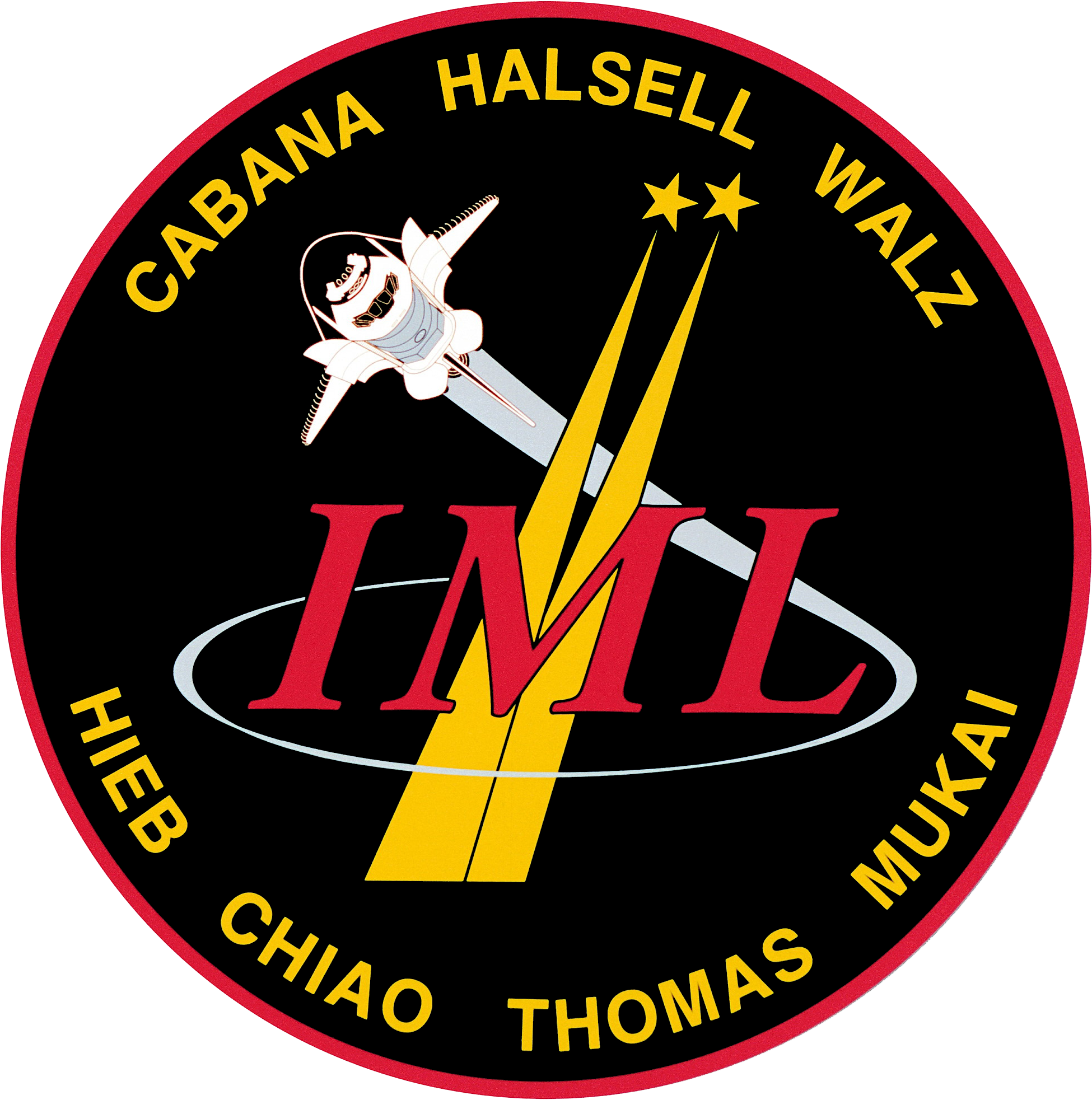
Колумбия STS-65

Свой первый полёт Лерой Чиао совершил с 8 по 23 июля 1994 года в качестве специалиста полёта шаттла «Колумбия» STS-65.
Продолжительность полета составила 14 суток 17 часов 56 минут 08 секунд.

## Второй полёт

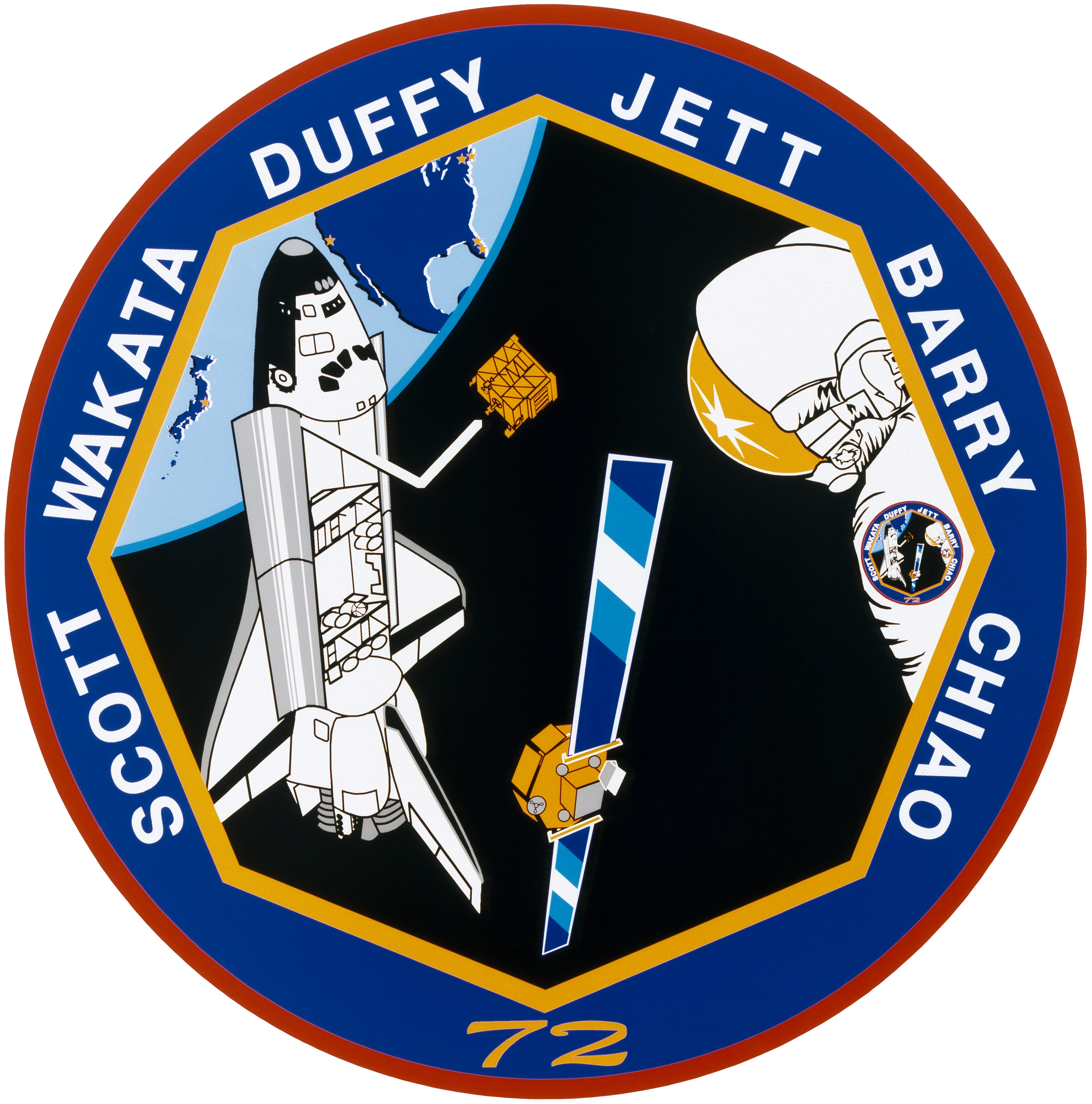
Индевор STS-72

С 11 января по 20 января 1996 года Лерой совершил второй полёт: в качестве специалиста миссии (полёта) шаттла «Индевор» STS-72. Во время экспедиции Лерой выполнил два выхода в открытый космос:
- 15 января — продолжительностью 6 часов 9 минут 19 секунд;
- 17 января — продолжительностью 6 часов 53 минуты 41 секунда

Общая продолжительность второго полёта составила 8 суток 22 часа 1 минуту 46 секунд.

## Третий полёт

Дискавери STS-92

9 июня 1997 года Чиао был назначен в экипаж STS-92. И в октябре (с 11 по 24) 2000 года Лерой Чиао совершил свой третий космический полёт: в качестве специалиста полёта шаттла «Дискавери» STS-92.
Во время полёта Лерой выполнил два выхода в открытый космос:
- 15 октября — продолжительностью 6 часов 28 минут;
- 17 октября — продолжительностью 6 часов 48 минут.

Оба выхода проходили на пару с Уильямом Макартуром.
Общая продолжительность полёта составила 12 суток 21 час 43 минуты 47 секунд.

## Четвёртый полёт

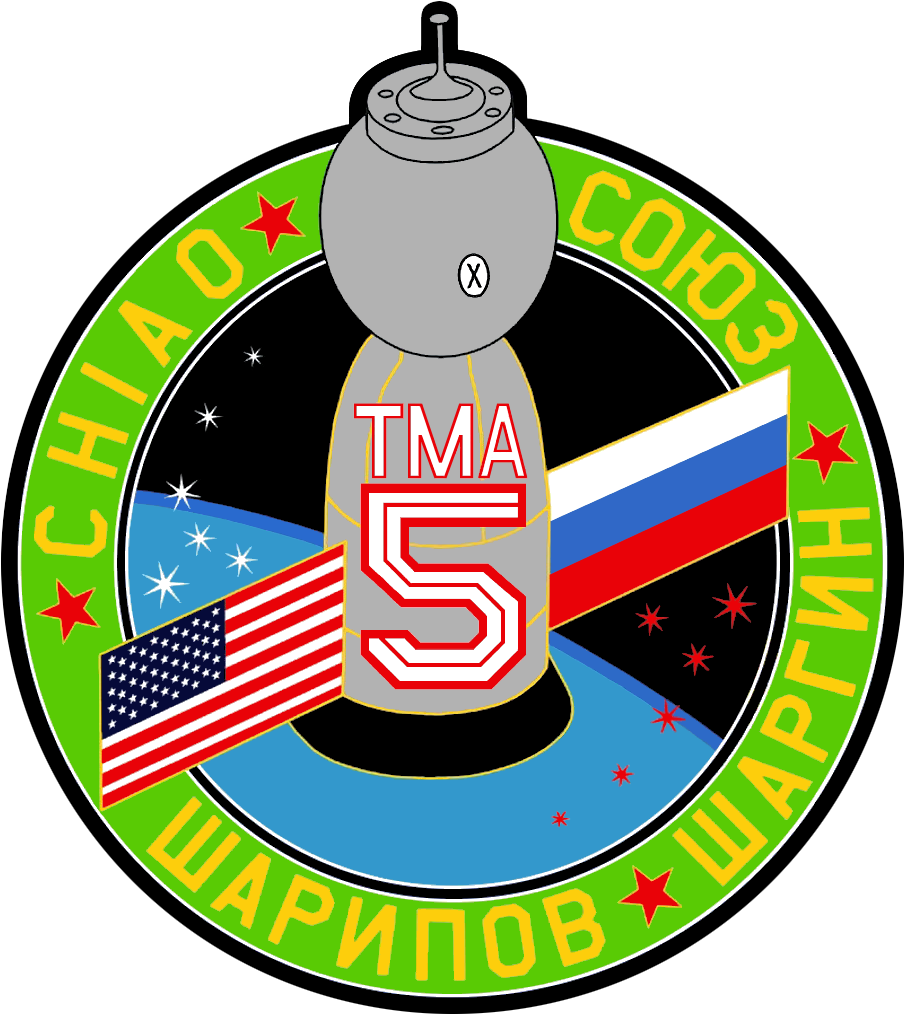
Союз ТМА-5

23 марта 2001 года Лерой Чиао был назначен командиром дублирующего экипажа 8-й экспедиции на МКС (МКС-8) вместе с Михаилом Корниенко и Дж. Филлипсом (позднее Филлипса заменил Чарлз Камарда).
В конце 2002 года Чиао был назначен командиром основного экипажа МКС-10 вместе с Салижаном Шариповым и Джоном Филлипсом. Однако после катастрофы шаттла Колумбия в феврале 2003 года экипажи МКС были переформированы и сокращены до двух человек.

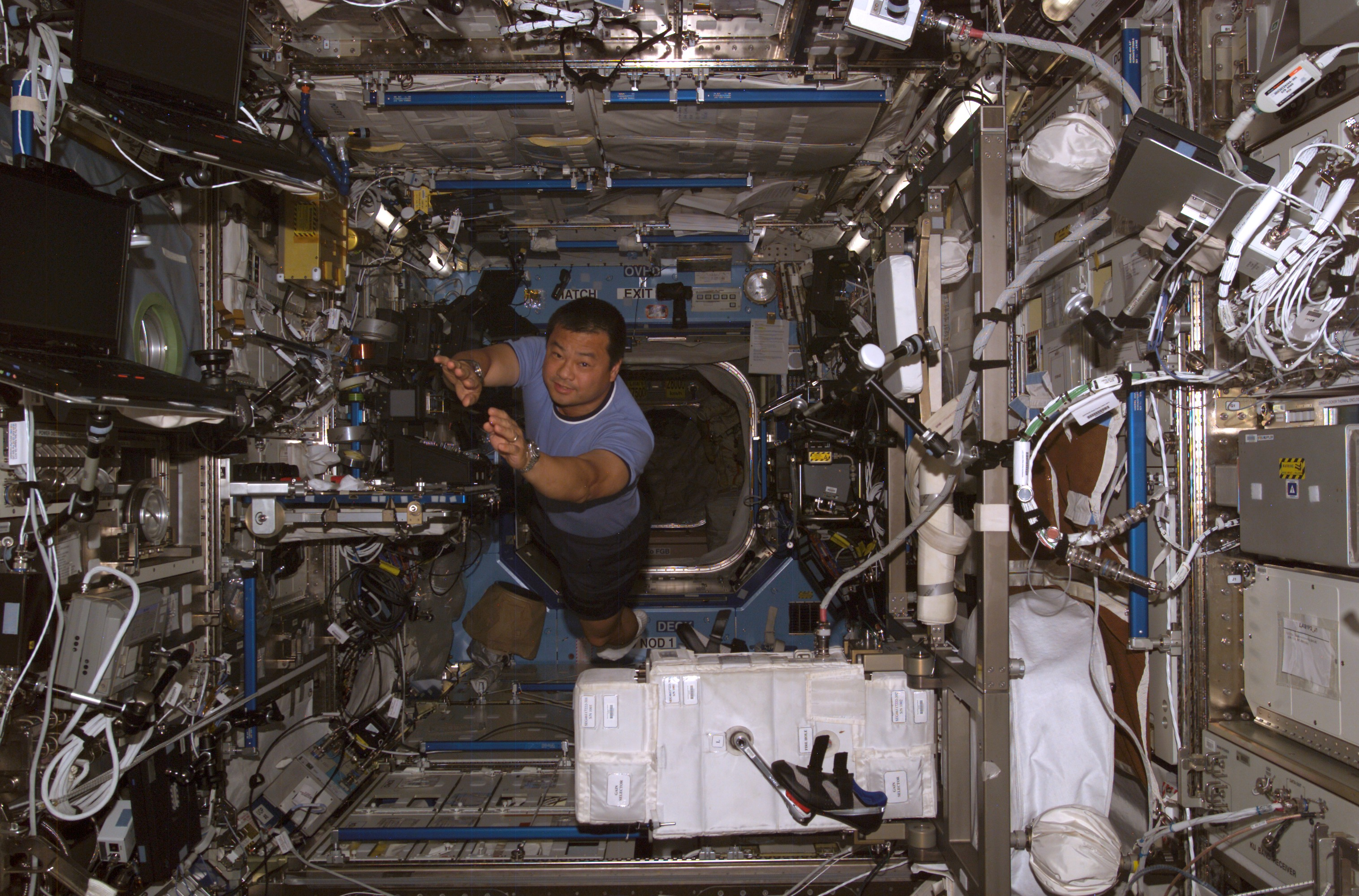
Астронавт Чиао внутри лабораторного модуля «Дестини» (31 октября 2004 года)

В ноябре 2003 года Лерой Чиао и Салижан Шарипов начали подготовку к полёту в качестве дублирующего экипажа МКС-9д и основного МКС-10. С 13 января по 28 января Чиао был временно переведён в основной экипаж МКС-9 вместо отстраненного Уильяма МакАртура, но потом вновь возглавил экипаж МКС-10.

10-я экспедиция на МКС

10-я экспедиция на Международную космическую станцию стартовала 14 октября 2004 года. Это был четвёртый полёт Лероя Чиао: в качестве бортинженера ТПК «Союз ТМА-5» и командира экипажа 10-й экспедиции на МКС. Чиао стал первым американцем, проголосовавшим на президентских выборах, находясь в космосе. Полёт завершился 25 апреля 2005 года. Во время экспедиции Лерой выполнил два выхода в открытый космос:
- 26 января 2005 года — продолжительностью 5 часов 30 минут;
- 28 марта 2005 года — продолжительностью 4 часа 30 минут.

Общая продолжительность четвёртого полёта составила 192 суток 19 часов 1 минуту 59 секунд.

## Награды
Общий налёт Лероя Чиао составляет свыше 2600 часов. Чиао награждён следующими наградами:
- Четырьмя медалями НАСА «За космический полёт» (англ. NASA Space Flight Medal)[4] в 1994, 1996, 2000 и 2004 годах.
- Медаль НАСА «За выдающуюся службу» (англ. NASA Distinguished Service Medal) в 2004 году;
- Медаль «За заслуги в освоении космоса» (12 апреля 2011 года, Россия) — за большой вклад в развитие международного сотрудничества в области пилотируемой космонавтики[8].

## Личная жизнь
Леруа и Карен Чао поженились в 2003 году.
Кроме английского, Леруа говорит на севернокитайском и русском языках, увлекается горными лыжами и летает на собственном самолёте Grumman Tiger. Является радиолюбителем с позывным KE5BRW.